# Snieżnogorsk (Kraj Krasnojarski)
Snieżnogorsk – osiedle typu miejskiego w Rosji, w Kraju Krasnojarskim. W 2010 roku liczyło 887 mieszkańców.